# Holbrook (Nebraska)
Holbrook és una població dels Estats Units a l'estat de Nebraska. Segons el cens del 2000 tenia 225 habitants.

## Demografia
Segons el cens del 2000, Holbrook tenia 225 habitants, 100 habitatges, i 65 famílies. La densitat de població era de 434,4 habitants per km².
Dels 100 habitatges en un 23% hi vivien nens de menys de 18 anys, en un 51% hi vivien parelles casades, en un 7% dones solteres, i en un 35% no eren unitats familiars. En el 31% dels habitatges hi vivien persones soles el 17% de les quals corresponia a persones de 65 anys o més que vivien soles. El nombre mitjà de persones vivint en cada habitatge era de 2,25 i el nombre mitjà de persones que vivien en cada família era de 2,83.
Per edats la població es repartia de la següent manera: un 20,9% tenia menys de 18 anys, un 7,6% entre 18 i 24, un 20,4% entre 25 i 44, un 28,9% de 45 a 60 i un 22,2% 65 anys o més.
L'edat mediana era de 46 anys. Per cada 100 dones de 18 o més anys hi havia 109,4 homes.
La renda mediana per habitatge era de 25.313 $ i la renda mediana per família de 30.875 $. Els homes tenien una renda mediana de 19.000 $ mentre que les dones 16.250 $. La renda per capita de la població era d'11.588 $. Aproximadament el 12,3% de les famílies i el 18,6% de la població estaven per davall del llindar de pobresa.

## Poblacions més properes
El següent diagrama mostra les poblacions més properes.